# Edith Rothe
Edith Adelheid Rothe (* 11. November 1897 in Leipzig; † 29. Januar 1989 in Heidelberg) war eine deutsche Bibliothekarin, Autorin und Publizistin. Sie baute die Stadtbibliothek Leipzig nach deren Zerstörung im Zweiten Weltkrieg wieder auf und erarbeitete von 1954 bis 1966 die für die Stadtgeschichte wesentliche Bibliographie zur Geschichte der Stadt Leipzig.

## Familie
Sie war das dritte Kind des promovierten Juristen, Oberjustizrates, Bankiers und Meißner Stadtrats Carl Wilhelm August Rothe und dessen Ehefrau Elisabeth (* 1865), geborene Gericke. Edith Rothes Vater war von 1918 bis 1930 Oberbürgermeister der Stadt Leipzig.
Ihr Großvater mütterlicherseits, den sie nicht mehr kennengelernt hat, war der Privatgelehrte und Shakespeare-Forscher Robert Gericke (1828–1880).
Ihr drei Jahre älterer Bruder Hans Ludwig Rothe wurde Regisseur, UFA-Chefdramaturg, Hörspiel- und Bühnenautor und Shakespeare-Übersetzer. Er fiel bei den Nationalsozialisten in Ungnade und emigrierte während der NS-Zeit in die Vereinigten Staaten, wo er eine Professur erhielt. Ihre ein Jahr ältere Schwester Eva Luise Rothe-Bergemann (1896–1983) wurde Ärztin, 1925 verwitwet, und emigrierte während der NS-Zeit in die Schweiz. Ihre drei Jahre jüngere Schwester Gabriele Rothe-Smith (* 1900) unterrichtete als Lehrerin an der Kunstgewerbeschule Leipzig und emigrierte während der NS-Zeit nach England, wo sie heiratete.

## Schule, Ausbildung und Studium
Gemeinsam mit ihrer älteren Schwester Eva besuchte Edith Rothe die 1879 gegründete Baur’sche höhere Mädchenschule der Vorsteherin Fräulein Marie Baur in der Johannisgasse 6 in Leipzig. 1914 besuchte sie, beeinflusst durch die Jugendbewegung (Bündische Jugend) und den lebensreformerischen Serakreis Jena, kurzzeitig die reformpädagogische Freie Schulgemeinde in Wickersdorf bei Saalfeld im Thüringer Wald. Dieses Internat musste sie jedoch wegen des Kriegsausbruchs im August 1914 vorzeitig verlassen. Nach Leipzig zurückgekehrt, sammelte sie in der Folge für die Kriegsnotspende. An der Hochschule für Frauen zu Leipzig hörte sie Vorlesungen zu Kunstgeschichte, Literatur und Philosophie. Von 1917 bis 1919 bekam sie privaten Unterricht, wodurch sie nach dem Ende des Ersten Weltkrieges als Externe das Reifezeugnis des städtischen Realgymnasiums erhielt.
Ab 1919 studierte sie an der Friedrich-Schiller-Universität in Jena, an der Ruprecht-Karls-Universität in Heidelberg, an der Christian-Albrechts-Universität in Kiel und an der Alma Mater Lipsiensis in Leipzig die Fächer Germanistik, Geschichte und Kunstgeschichte. Im Frühjahr 1925 promovierte sie in Leipzig mit ihrer Dissertation Die Stellung des Kaufmanns und Bürgers in der mittelhochdeutschen Epik des 12. und 13. Jahrhunderts zum Doktor der Philosophie (Dr. phil.). Nach einem Volontariat in der Universitätsbibliothek Leipzig bestand sie 1927 die Staatsexamina für den höheren Dienst an wissenschaftlichen Bibliotheken.

## Wirken

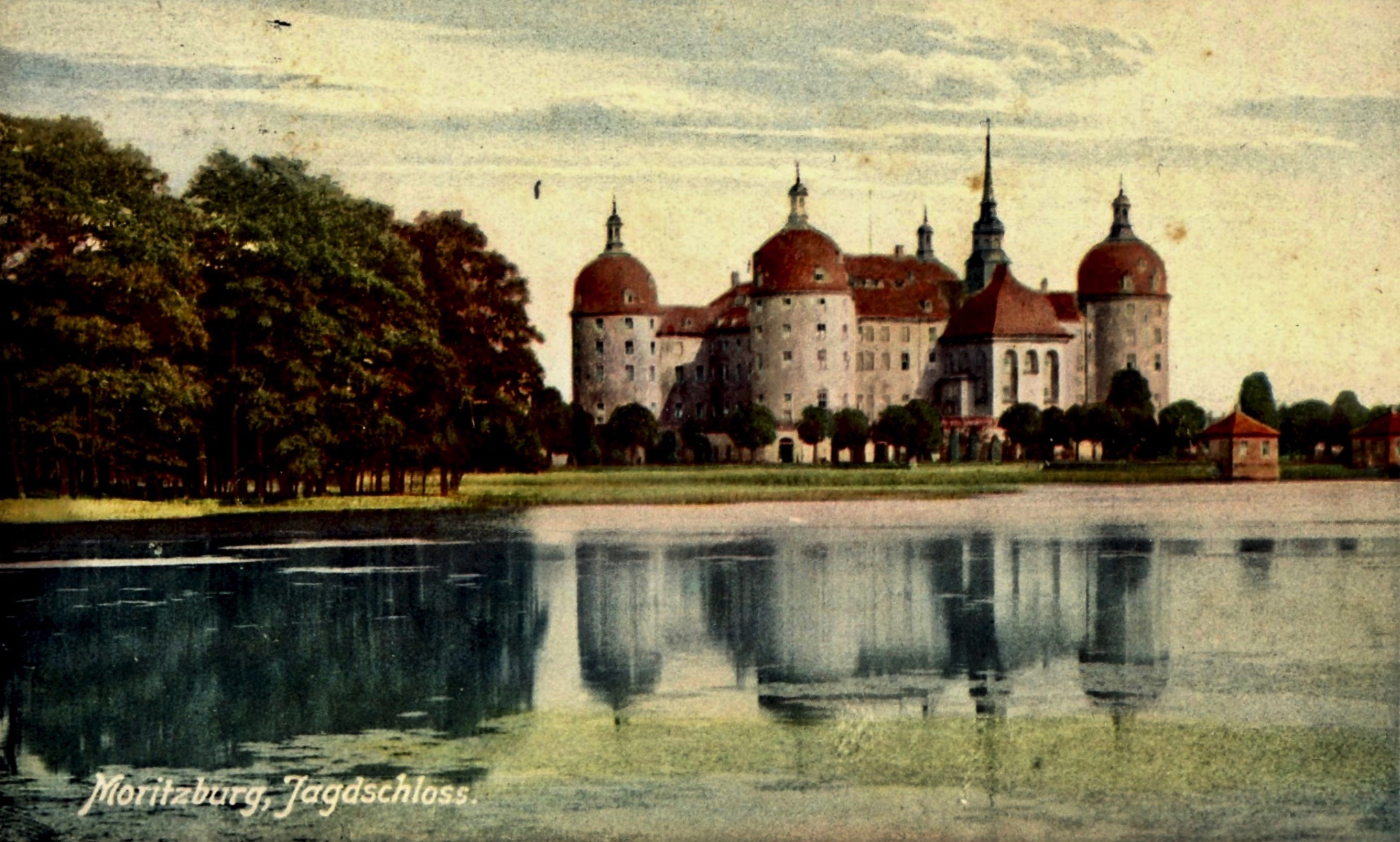
Zeitgenössische Ansichtskarte des Schlosses Moritzburg bei Dresden aus den 1920er Jahren – Edith Rothe wurde dort ab 1928 und von 1938 bis 1945 tätig

Sie wurde zunächst an der Stadt- und Universitätsbibliothek in Frankfurt am Main tätig. 1928 wurde sie als Bibliothekarin der Wettinischen Bücherschätze befristet beschäftigt, um diese nach Schloss Moritzburg bei Dresden zu überführen, dort eine Bibliothek aufzubauen und diese zu katalogisieren. Anlässlich des Goethejahres 1932 erstellte sie in Leipzig den Katalog zur großen Schau Faust und seine Welt im Grassi-Museum mit Ausstellungsstücken des Sammlers Gerhard Stumme. Sie war 1932 auch an der sehr erfolgreichen Goethe-Ausstellung in Paris, die Objekte aus den Leipziger Sammlungen Salomon Hirzel, Anton Kippenberg und Gerhard Stumme zeigte, beteiligt. Diese wurde von der Bibliothèque nationale de France (BnF) aus Anlass des 100. Todestages von Goethe veranstaltet.
Für sie als Frau war es äußerst schwierig, an wissenschaftlichen Bibliotheken fest angestellt zu werden. Sie versuchte deshalb, sich ab 1933 weiter zu qualifizieren, um einen dritten beruflichen Abschluss zu erlangen. Inzwischen allerdings herrschten politisch neue Bedingungen. In Stettin ließ sie sich durch Erwin Ackerknecht für das Volksbüchereiwesen ausbilden. Dort widerstrebte es ihr, nationalsozialistische Publikationen zu katalogisieren. Als sie sich schließlich weigerte, einen von ihr erwarteten Vortrag über Die Frau im nationalsozialistischen Staat zu halten, wurde ihr gekündigt.
Während der folgenden Jahre absolvierte sie ein viermonatiges Volontariat an der Bibliothèque nationale de France in Paris, hielt sich zu Studienzwecken in Rom und in London an der British Museum Library auf, und arbeitete jeweils kurzzeitig in Berlin, in Halle an der Saale und in München für private Bibliotheken. Im Jahr 1938 wurde sie durch Prinz Ernst Heinrich von Sachsen zur Dante-Bibliothek seines Großvaters gerufen, des Dante-Übersetzers König Johann von Sachsen, um diese nach Schloss Moritzburg zu transferieren. Das Haus Wettin ermöglichte ihr die freie wissenschaftliche Arbeit. Dort erstellte sie den 1942 veröffentlichten Katalog der von ihr systematisiert aufgebauten Dante-Bibliothek. Sie fungierte als Verwalterin der Schlossbibliothek und sämtlicher Kunstsammlungen des ehemaligen sächsischen Königshauses in Dresden.
Die von ihr sorgsam verwahrten Klosterhandschriften des Mittelalters, Inkunabeln, illustrierte Bücher des 16. Jahrhunderts, eine Autographen-Sammlung, Prachteinbände aus der Zeit der Renaissance und des 18. Jahrhunderts sowie eine geschlossene Handzeichnungssammlung König Friedrich Augusts wurden in der Nacht vom 13. auf den 14. Februar 1945 bei den Luftangriffen auf Dresden inklusive des von ihr erstellten Kataloges komplett zerstört. Edith Rothe hatte diese wertvollen Archivalien mit großem persönlichen Einsatz und Aufwand aus dem zwischenzeitlich von der SS beschlagnahmten und sehr exponiert gelegenen Schloss Moritzburg auf das Westufer der Elbe in die Keller der dort ansässigen Dresdner Verwaltung ausgelagert. „Der Verlust meines Elternhauses in Leipzig schmerzte mich nicht so wie der Untergang all dieser Kostbarkeiten, die ich gehegt und gepflegt hatte und mit denen ich über die Gebühr verwachsen war.“
Zum Schicksal der Bibliothek von Schloss Moritzburg wurde ein zeitgenössischer Augenzeugenbericht von der damaligen Abiturientin Leonore Roßberg (1925–2012) verfasst, der erhalten ist. Demzufolge seien die Bestände in der Zeit zwischen Mai und Winter 1945 zwangsweise verpackt und in die Sowjetunion verbracht worden. Das Verpacken der Archivalien sei von Edith Rothe, von Ingeborg Fels (Sächsische Landesbibliothek), Traudel Jahn (Karl-May-Verlag) und Leonore Roßberg durchgeführt worden. Bis zum Sommer 1945 wohnte Edith Rothe im Ort Moritzburg, wo auch ihr in Leipzig ausgebombter Vater Zuflucht gesucht hatte.
1945 bewarb sich Edith Rothe für die vakante Direktorenstelle der Stadtbibliothek Leipzig in der Nachfolge von Johannes Hofmann.

„Ich […] würde stolz sein, wenn ich in meiner Vaterstadt Leipzig die von mir früher oft bewunderte Stadtbibliothek wieder aufzubauen mithelfen dürfte. Aus meinem Lebenslauf geht hervor, dass ich nach 1933 mich bewusst vom Nationalsozialismus fern gehalten habe und nur in Privatbibliotheken beschäftigt war.“

Anfang November 1945 wurde sie zur kommissarischen Leiterin der Stadtbibliothek Leipzig berufen und Mitte September 1946 als deren offizielle Leiterin bestätigt. Ihr Arbeitsauftrag lautete explizit, die alten, geisteswissenschaftlich ausgerichteten Bestände der 1677 gegründeten Bibliothek wiederherzustellen. Zusammen mit ihren Mitarbeitern baute sie den in der Nacht vom 3. auf den 4. Dezember 1943 verbrannten, teilweise zuvor ausgelagerten und später vielfach geplünderten Buchbestand mit einem geringen Restbestand von rund 14000 Büchern neu in Barthels Hof am Markt auf, so dass die Stadtbibliothek Leipzig in diesen behelfsmäßigen Räumlichkeiten am 12. Januar 1948 wieder eröffnet werden konnte.

„Durch die sehr fähige Edith Rothe konnte die Bibliothek nach Kriegsende rasch wieder einen namhaften Bestand aufbauen. In diesem Zusammenhang wurde auch eine Reihe wichtiger Handschriftenerwerbungen getätigt.“

Ihre rein sachlich und wissenschaftlich orientierte Arbeit missfiel der Staatspartei SED. Zudem wurde dem Personalamt der Stadt zugetragen, dass der Kreis um ihren Vater, den früheren Leipziger Oberbürgermeister, angeblich ein Hort oppositioneller Bestrebungen sei, wodurch auch sie als dessen Tochter mit in den Fokus geriet. Ab dem Jahr 1950 wurde das Ermittlungs- und Vollzugsamt der Stadtverwaltung Leipzig gegen Edith Rothe aktiv. Moniert wurde, dass ihre Personalzusammenstellung innerhalb der Stadtbibliothek nicht den führenden politischen Kräften in der DDR entspreche und die Stadtbibliothek Leipzig gar als „unpolitische Insel“ gelten könne. Deren Einfluss auf das Lesepublikum sei nicht zu unterschätzen. In der Folge wurden Vorwände gesucht und im Buchbestand der Stadtbibliothek gefunden, um sie 1951 zu entlassen. Eine Kampagne wider die „bürgerliche Kultur“ wurde lanciert, die wissenschaftliche Stadtbibliothek Leipzig in eine Volksbücherei umgewandelt und ihr Buchbestand politisch „gesäubert“.
Eine neue Anstellung fand sie über mehrere Jahre nicht. 1954 erhielt sie von der Sächsischen Akademie der Wissenschaften den Auftrag, eine Bibliographie zur Geschichte der Stadt Leipzig zusammenzustellen. An dem sechsbändigen Werk arbeitete sie zwölf Jahre lang nach streng wissenschaftlichen Kriterien. Als seitens der SED politisch unliebsame Titel aus dem Verzeichnis entfernt werden sollten, weigerte sie sich.
Im Auftrag des christlichen Union Verlages Berlin reiste sie rund 18 Monate durch die DDR, um die in Bibliotheken und Klöstern vom Krieg verschonten illuminierten Handschriften (Buchmalerei) repräsentativ in einem Bildband zu veröffentlichen. Das so entstandene Standardwerk Buchmalerei aus zwölf Jahrhunderten, das 1966 erschien, wurde im In- und Ausland lobend anerkannt.
Im Alter von 70 Jahren zog sie 1967 zu Verwandten nach Heidelberg, blieb jedoch weiterhin wissenschaftlich und publizistisch aktiv.
Edith Rothe verstarb im Alter von 91 Jahren. Ihr Nachlass wird in der Universitätsbibliothek Heidelberg verwahrt. Teile ihrer Korrespondenz finden sich im Deutschen Literaturarchiv Marbach (DLA), in der Sächsischen Landesbibliothek in Dresden (SLUB), in der Universitätsbibliothek Leipzig und im Bauhaus-Archiv in Berlin.

## Veröffentlichungen (Auszug)
- Die Stellung des Kaufmanns und Bürgers in der mittelhochdeutschen Epik des 12. und 13. Jahrhunderts. Philosophische Dissertation, Alma Mater Lipsiensis, Leipzig 1925. OCLC 124064749
- Die Bibliothek auf Schloß Moritzburg. In: Archiv für Schreib- und Buchwesen. Jg. 3 (1929), S. 1–6.
- Die Bibliothek auf Schloß Moritzburg. Heckner, Wolfenbüttel 1929. OCLC 72639148
- Eine unbekannte Biblia pauperum der Schloßbibliothek Moritzburg. Jg. 3. (1929), S. 160–173. OCLC 887132623
- Die Jakob-Krause- und Caspar-Meuser-Einbände der Bibliothek auf Schloß Moritzburg. In: Archiv für Buchbinderei und verwandte Geschäftszweige, Bd. 29 (1929), S. 39–43. OCLC 313600410
- Ein neugefundener Caspar Meuser-Einband der Bibliothek auf Schloß Moritzburg bei Dresden. In: Archiv für Buchbinderei und verwandte Geschäftszweige, Bd. 29 (1929), S. 140–141.
- Beobachtungen während einer viermonatlichen Volontärzeit an der Bibliothèque Nationale in Paris. In: Zentralblatt für Bibliothekswesen, Jg. 48 (1931), S. 551–563. O. Harrassowitz, Leipzig 1931. OCLC 762508340
- Faust und seine Welt. Führer durch die Sammlung Dr. G. Stumme. Ausstellung im Grassi-Museum zu Leipzig, Mai–August 1932, Seemann, Leipzig 1932. OCLC 251313195
- Die Faustsammlung Stumme in Leipzig. In: Jahrbuch deutscher Bibliophilen und Literaturfreunde, Jg. 18/19 (1932/33), S. 71–85. OCLC 54242351
- Die Goetheausstellung der Pariser Nationalbibliothek. In: Zentralblatt für Bibliothekswesen, 49 (1932), S. 619–620.
- Leipzig und die Pariser Goetheausstellung. In: Leipziger Vorschau, 9 (1932/33), S. 197–199.
- Christian Heerfurth. Ein unbekannter Meissner Porzellanmaler als Buchillustrator. In: Zeitschrift für Bücherfreunde, 46 (1932), S. 4–8. OCLC 887343877
- Die Bibliothek des Britischen Museums. In: Zeitschrift für Bücherfreunde, 53 (1936), S. 681–695. OCLC 503750457
- mit Hermann Bühler: Nachtrag, bis 1930, zum Bücherverzeichnis der Alpenvereinsbücherei, mit Verfasser- und Bergnamen-Verzeichnis. München 1939. OCLC 741755841
- Goethe-Andenken in der Leipziger Stadtbibliothek. In: Leipziger Kalender. Volk & Buch, Leipzig 1949.
- Katalog der Dante-Bibliothek des Königs Johann von Sachsen (= Schriften des Deutschen Dantegesellschaft, H. 7). Hermann Böhlaus Nachfahren, Weimar 1942. OCLC 881907663
- Bericht über den Aufbau der Leipziger Stadtbibliothek. In: Zentralblatt für Bibliothekswesen, 62 (1948), S. 306–309.
- Julius Petzholdt. Eine Würdigung seiner Leistung. In: Zentralblatt für Bibliothekswesen, 68 (1954), 5/6, S. 194–202. OCLC 888034547
- Das Kirchenjahr. Wort und Bild im Dienst des Glaubens. Union-Verlag, Berlin 1956. OCLC 23131077
- mit Rudolf Bemmann: Bibliographie zur Geschichte der Stadt Leipzig. Verlag für Buch- und Bibliothekswesen, Leipzig 1957. OCLC 884806 [Ergänzung zu: Rudolf Bemmann und Jakob Jatzwauk: Bibliographie der sächsischen Geschichte, Bd. III, Ortsgeschichte. Hermann Böhlaus Nachfahren, Weimar.]
- mit Werner Rust: Die Leipziger Messe (= Bibliographie zur Geschichte der Stadt Leipzig, Sonderbd. 1; Aus den Schriften der Historischen Kommission bei der Sächsischen Akademie der Wissenschaften zu Leipzig, Bd. 23). Hrsg. von der Historischen Kommission bei der Sächsischen Akademie der Wissenschaften mit Unterstützung des Stadtarchivs und des Messeamtes. VEB Verlag für Buch- und Bibliothekswesen, Leipzig 1957. OCLC 310580964
- Die Leipziger Universität – Bibliographie, 1959.
- Robert Naumann. Zu seinem 150-jährigen Geburtstag am 2. Dezember 1959. In: Zeitschrift für Bibliothekswesen und Bibliographie. Bd. 6 (1959), 4, S. 335–343. OCLC 954923450
- mit Josef Gülden und Bernhard Opfermann: Brandenburger Evangelistar. St. Benno-Verlag, Leipzig 1961 und Schwann, Düsseldorf 1962. OCLC 1068400369
- mit Hildegard Heilemann (Bearb.): Karl-Marx-Universität Leipzig. Bibliographie zur Universitätsgeschichte, 1409–1959 (= Bibliographie zur Geschichte der Stadt Leipzig, Sonderbd. 2; Aus den Schriften der Historischen Kommission der Sächsischen Akademie der Wissenschaften zu Leipzig, Bd. 36). Verlag für Buch- und Bibliothekswesen, Leipzig 1961. OCLC 644868077
- Ilse Schunke – 70 Jahre alt. In: Antiquariat, 17 (1963), 1/2, S. 1–3. OCLC 887892610
- mit Hildegard Heilemann (Bearb.): Die Kunst. Bibliographie zur Geschichte der bildenden Kunst, der Musik, der Literatur und des Theaters (= Bibliographie zur Geschichte der Stadt Leipzig, Sonderbd. 3; Aus den Schriften der Historischen Kommission bei der Sächsischen Akademie der Wissenschaften zu Leipzig, Bd. 35). Hrsg. von der Historischen Kommission bei der Sächsischen Akademie der Wissenschaften mit Unterstützung des Stadtarchivs Leipzig. Hermann Böhlaus Nachfahren, Weimar 1964. OCLC 644867096
- Das Deutsche Buch- und Schriftmuseum wiedereröffnet. In: Börsenblatt für den deutschen Buchhandel, Bd. 132 (1965), S. 310.
- mit Klaus G. Beyer: Buchmalerei aus zwölf Jahrhunderten. Die schönsten illustrierten Handschriften in den Bibliotheken und Archiven der Deutschen Demokratischen Republik. VEB Union-Verlag, Berlin 1966. OCLC 906633479
- mit Klaus G. Beyer: Buchmalerei aus zwölf Jahrhunderten : Die schönsten illustrierten Handschriften in den Bibliotheken und Archiven in Mecklenburg, Berlin, Sachsen und Thüringen. Rembrandt-Verlag Berlin 1967. OCLC 896826779
- mit Hildegard Heilemann: Das Buch. Bibliographie zur Geschichte des Buchdrucks, des Buchhandels und der Bibliotheken (= Bibliographie zur Geschichte der Stadt Leipzig, Sonderbd. 4). Hermann Böhlaus Nachfahren, Weimar 1967. OCLC 310580987
- Die Merseburger Bibel. In: Philobiblon, 12 (1968), 1, S. 3–19. OCLC 634400184
- Ein Stück Bibliotheksgeschichte. In: Börsenblatt für den deutschen Buchhandel, Bd. 24, (1968), S. 3063–3067.
- Mediaeval Book Illumination in Europe. Thames and Hudson, London, 1968.
- mit Gerd Zimmermann: Der Bamberger Psalter. Msc. Bibl. 48 der Staatsbibliothek Bamberg. Reichert, Wiesbaden 1973. ISBN 3-920153-09-X.
- Kunstgeschichtlicher Kommentar. In: Der Bamberger Psalter, S. 13–77, Wiesbaden 1973. OCLC 609987260
- Geschichte der Secundogenitur-Bibliothek in Dresden. In: Philobiblon. 17 (1973), Heft 2, Seite 116–121.